# Große Steinerne Brücke
Die Große Steinbrücke (russisch Большо́й Ка́менный мост Bolschoi Kamenny most) ist eine Straßenbrücke über die Moskwa in Moskau. Sie befindet sich unmittelbar beim Moskauer Kreml. Die heutige Bogenbrücke aus Stahl wurde 1938 fertiggestellt.

## Vorgängerbauwerke
Schon im 15. Jahrhundert war der Kreml durch eine Schwimmbrücke mit Samoskworetschje verbunden.

### 1692: Erste Brücke
Im Jahr 1643 beauftragte Michael I. die Straßburger Architekten Cristler mit dem Entwurf einer Steinbrücke. Kurz danach starben der Zar und einer der Architekten, das Projekt wurde unterbrochen. Die Angaben über die Fertigstellung sind widersprüchlich; sie wird in den Zeitraum zwischen 1687 und 1692 datiert und dem einfachen Mönch Filaret oder dem Politiker und Architekturmäzen Wassili Golizyn zugeschrieben.
Zunächst hieß die Brücke Allerheiligen-Brücke (Wsechswjatski most), wurde aber später umbenannt. Ihr nordwestliches Ende befand sich weiter südlich als heute, im Verlauf der heutigen Leniwka-Straße. Nach Studien von Iwan Kondratjew war sie ursprünglich elf Dreifachellen breit und überspannte den bis zu 105 Metern breiten Fluss mit fünf Bögen von je 40 Ellen. Später kamen zwei weitere Bögen dazu. Am Südende gab es einen Brückenturm, der als erster steinerner Triumphbogen Moskaus galt. Die Brücke war mit hölzernen Gewerbebauten bebaut, die 1785 abgerissen wurden. Sie war für illegale Straßenrennen mit Troikas berüchtigt.

### 1859: Zweite Brücke
1859 wurde an derselben Stelle eine Brücke mit drei Stahlbögen (36, 40 und 36 Meter) auf Steinpfeilern gebaut.
Für die Uferstraßen waren keine kreuzungsfreien Durchführungen vorhanden. Dies stellte schon vor der Zeit der Kraftfahrzeuge ein Problem dar und führte zum Abriss der Brücke in den 1930er Jahren.

## 1938: Aktuelle (dritte) Brücke
Für ein Nachfolgebauwerk wurde schon 1921 ein Architekturwettbewerb abgehalten, keiner der Entwürfe wurde ausgewählt. Beim zweiten Wettbewerb ging der erste Preis an das Architektenteam Wladimir Schtschuko, Wladimir Helfreich und Michail Minkus (drei der Protagonisten der „Stalin-Architektur“, die auch am nahe gelegenen Neubau der Leninbibliothek und später an einigen der Moskauer „Stalin-Hochhäuser“ beteiligt waren) und den Ingenieur Nikolai Kalmykow. Deren Entwurf wurde zwischen 1935 und 1938 verwirklicht.
Das Hauptfeld hat eine Spannweite von 105 Metern und eine Höhe von 8,4 Meter. Sechs parallele Hohlkasten-Stahlbögen tragen die 40 Meter breite Fahrbahn mit acht Fahrstreifen. Die Lager befinden sich auf Senkkasten-Fundamenten. Die Uferstraßen werden auf zwei 42,5 Meter langen Vorbrücken überquert. Die Gesamtlänge einschließlich Rampen beträgt 487 Meter.
Die Brücke überquert den Fluss unmittelbar westlich des Kreml und bildet eine Weiterführung von Mochowaja- und Maneschnaja-Straße, die am linken Ufer unmittelbar vor der Brücke zum Borowizkaja-Platz zusammenlaufen. Am anderen Ende passiert die Brücke das Haus an der Uferstraße. Über die Kleine Stein-Brücke (Ма́лый Ка́менный мост/Maly Kammenny most) über den Wasserumleitungskanal und weiter über die Straßen Bolschaja Poljanka bzw. Jakimanski projesd und Bolschaja Jakimanka erreicht der Verkehr den Gartenring.
Im Rahmen der Olympischen Sommerspiele 1980 führte der Marathonlauf über die Brücke.

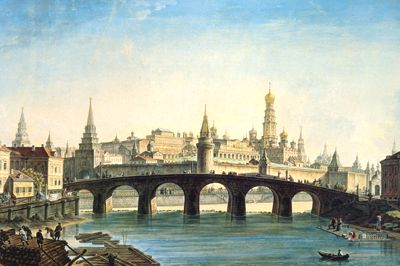
Erste Brücke um 1800
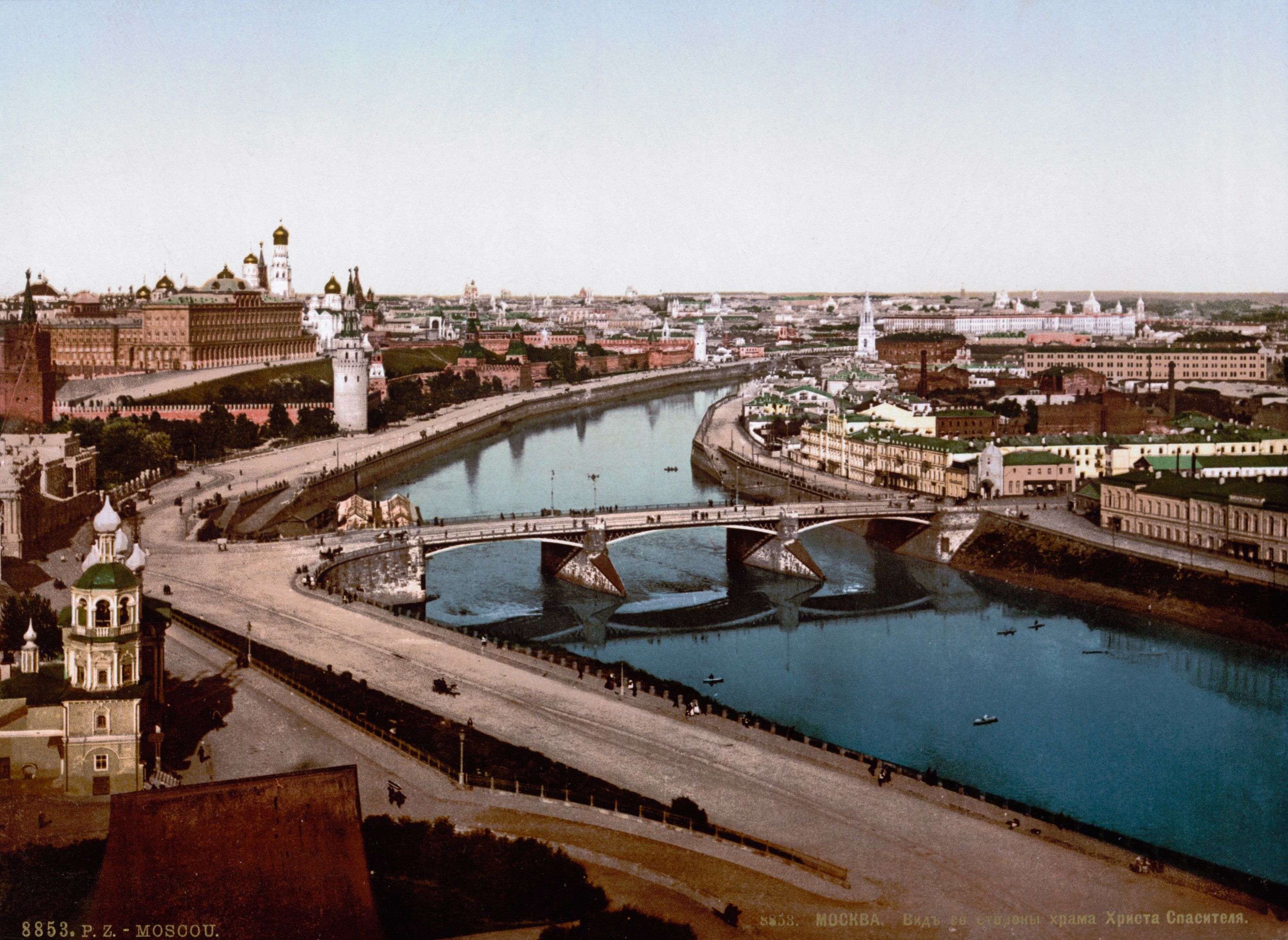
Zweite Brücke
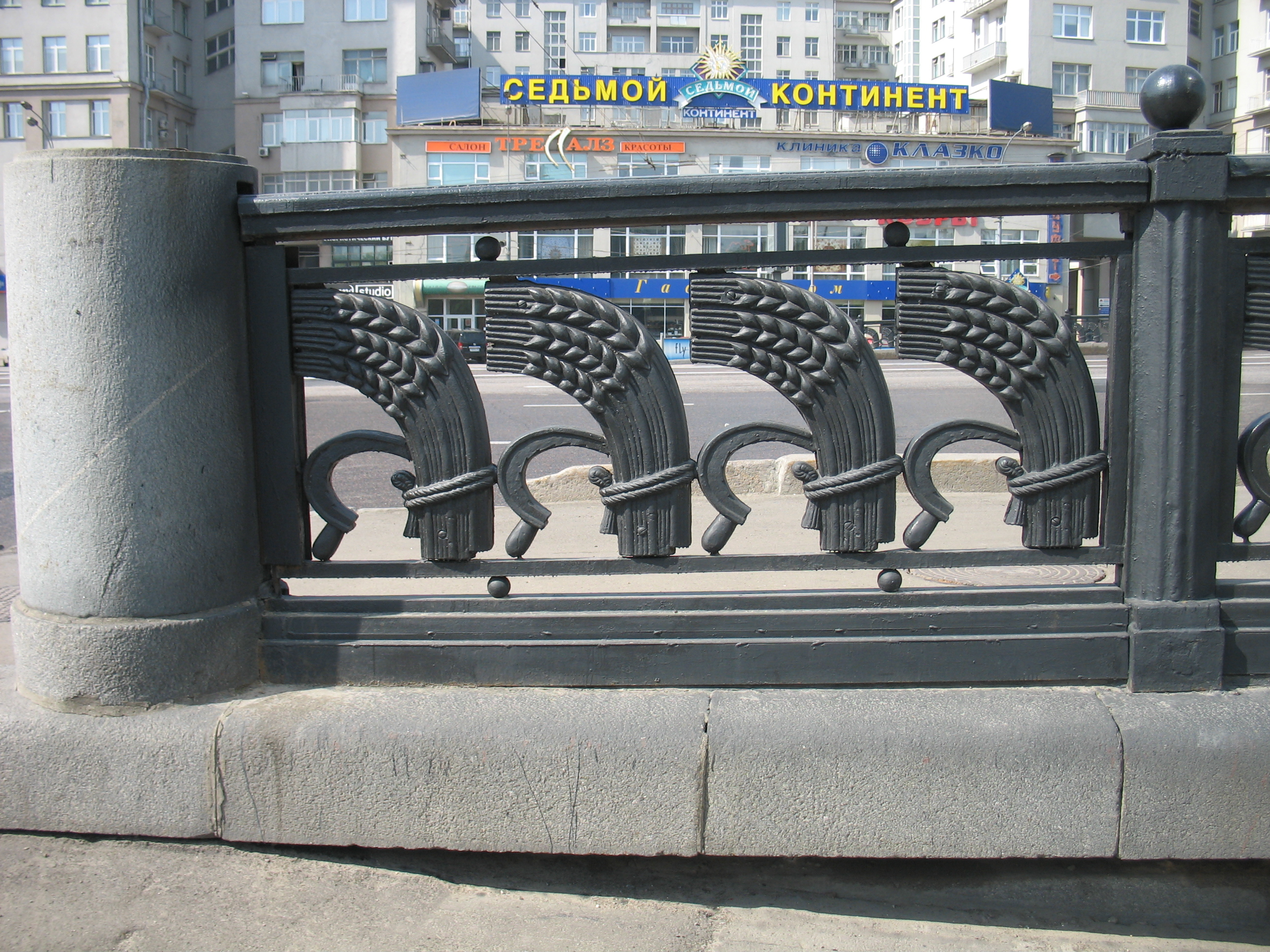
Geländerdetail